# Doorbraak (tijdschrift)
Doorbraak is een Vlaamsgezinde opiniewebsite (en tot 2014 en sinds december 2021 opnieuw ook een papieren opinieblad) die zich toespitst op de maatschappelijke en politieke kanten van de Vlaamse Beweging. Het wil "een bijdrage leveren aan opinievorming en discussie over actuele onderwerpen m.b.t. binnen- en buitenlandse politiek, staats(her)vorming, mediakritiek, samenleving en identiteit."

## Geschiedenis
Oorspronkelijk was Doorbraak een initiatief van de toen nog jonge Wilfried Martens. Hij vormde het 'Berichtenblad van de Vlaamse Volksbeweging', waarvan hij politiek secretaris was, om tot een opinieblad. Martens lanceerde met de Vlaamse Volksbeweging (VVB) en het blad Doorbraak het federalisme op het politieke toneel. Later werd hij premier van België. Het blad kende verschillende wijzigingen in formaat, vormgeving en concept. In 1999 werd Doorbraak op initiatief van Dirk Laeremans ook aangeboden aan niet-leden, wat het aantal abonnees deed groeien. De kernredactie bestond vanaf toen uit Laeremans, Peter De Roover, Karl Drabbe en Jan Van de Casteele.
Sinds de grondige wijziging van inhoud en vormgeving in 1999 werkte een hele rits opiniemakers mee: prof. Matthias Storme, prof. Hendrik Vuye, GvA-journalist John De Wit, prof. Ludo Abicht, prof. Jacques Claes, oud-Belgadirecteur Rudi De Ceuster, prof. Dirk Rochtus, Marc Platel, Manu Ruys (oud-hoofdredacteur van de De Standaard), prof. Eric Defoort, prof. Bart Maddens, Paul Belien, oud-ambassadeur Theo Lansloot, radiomaker Jean-Pierre Rondas, filosoof Johan Sanctorum, Frank Thevissen, oud-Trends-directeur Frans Crols, die tevens voorzitter van de Redactie-Adviesraad is, Koenraad Elst, Marc Vanfraechem, Jan Van Doren e.a.
Dirk Laeremans werd in 2003 als hoofdredacteur opgevolgd door historicus en VVB-stafmedewerker Jan Van de Casteele. die samen met Karl Drabbe en Peter De Roover de kernredactie vormde tot de vernieuwing van juni 2010. In die periode verscheen naast de papieren Doorbraak ook het e-zine Tussendoor. In de zomer van 2010 werd Pieter Bauwens hoofdredacteur.
In april 2013 werd vzw Stem in 't Kapittel opgericht met voorzitter Jean-Pierre Rondas, afgevaardigd beheerder Pieter Bauwens, Karl Drabbe, Marc Van de Woestyne, Luc Olyslager en Koen Huygebaert. Die vzw werd de uitgever van het blad dat sindsdien niet meer officieel gelieerd is aan de Vlaamse Volksbeweging, maar er zijn wel nog goede banden. Sindsdien investeert het in een gratis website met analyses, achtergrond en opiniestukken.
Vanaf januari 2014 verscheen Doorbraak niet langer op papier en uitsluitend nog online. Pieter Bauwens werd hoofdredacteur en Peter De Roover werd er chef-politiek. De Roover stelde zich echter bij de verkiezingen van 25 mei 2014 kandidaat voor een zetel in de Kamer van Volksvertegenwoordigers voor de Vlaamsgezinde N-VA en werd verkozen. Zijn overstap naar de politiek zorgde ervoor dat hij niet langer kon aanblijven bij Doorbraak. De kernredactie werd begin 2014 aangevuld met Tom Garcia en Harry De Paepe.
Sedert 2016 bestaat er tevens een uitgeverij onder dezelfde naam. Doorbraak Boeken is gespecialiseerd in non-fictie en essays over geschiedenis en politiek. In 2019 startte Doorbraak met een wekelijkse podcast.
In september 2019 was Doorbraak genoodzaakt een bijdrage van Johan Sanctorum over Romelu Lukaku, getiteld 'Mensaap neemt strafschop (en scoort)', na protesten in te trekken.
Sinds 2020 beschikt Doorbraak over een abonnementenformule om alle plus-artikels te bekijken; voordien was de website volledig gratis toegankelijk. Op de Vlaamse feestdag 2020 kondigde Doorbraak aan te starten met regelmatige televisie-uitzendingen met daarin interviews, boekbesprekingen en debatten. Op 10 december 2021 lanceerde Doorbraak opnieuw een magazine: "Doorbraak Magazine". Het laatste was verschenen in december 2013. "Doorbraak Magazine" zal als kwartaalblad verschijnen voor abonnees en in de krantenwinkel.

## Organisatie
Doorbraak.be is een uitgave van Perruptio cvba in samenwerking met Stem in ‘t kapittel vzw. De organisatie werd in 2023 financieel gesteund door drie Vlaamse zakenlieden: Bart Van Malderen, Hugo Van Geet, en John Dejaeger.

### Kernredactie[13]
- Pieter Bauwens
- Roan Asselman
- Christophe Degreef
- Hans Brockmans
- Filip Michiels